# 芦峅寺駅
芦峅寺駅（あしくらじえき）は、かつて富山県上新川郡大山村（現：富山市）本宮にあった富山地方鉄道立山線の廃駅である。

## 沿革

### 概況
当駅は1937年（昭和12年）10月1日の富山県営鉄道線千垣駅 - 粟巣野駅間運輸営業開始と共に停留場として開設された。開業当初より旅客及び貨物の取扱を行ったが、その取扱量は極めて少なかった。周辺には人家もなく、駅名となった芦峅寺地区は当駅とは常願寺川の対岸に位置しており、徒歩で連絡することはできなかった。
だが、1937年（昭和12年）設立の立山鉱業が芦峅寺地内において1938年（昭和13年）より試掘を開始すると、採掘炭の輸送を行うために当駅設備の拡充が行われ、1939年（昭和14年）3月には停車場変更申請を行い、鉄道省より認可を受けて、同年8月25日に停車場設備が完成した。また、同鉱山と当駅を結ぶ索道も開設された。
同鉱山の経営者は1947年（昭和22年）1月に立山鉱業から不二越鉱業に代わった。採掘された石炭の質は不良であったが、政府の傾斜生産方式を背景として生産量は増大しており、鉱山労働者家族のために分教場も設置された。しかし1949年（昭和24年）の統制撤廃等の政府方針転換によって低品位炭の採掘は採算が合わなくなり、これに反対した同鉱山では労使共同で罷業を行い休山するに至った。その後、同鉱山は再開されることはなく、1950年（昭和25年）1月までには閉鎖されたといわれる。
こうして当駅は石炭輸送の使命を失い、廃止されたものと考えられている。その正確な年月日は明らかではないが、『日本鉄道旅行地図帳 全線・全駅・全廃線 6号』においては1953年（昭和28年）-1957年（昭和32年）の間に廃駅となったと記されている。

### 年表
- 1936年（昭和11年）5月6日 - 富山県営鉄道が千垣 - 粟巣野間の鉄道敷設免許を受ける[6]。
- 1937年（昭和12年）10月1日 - 富山県営鉄道線千垣駅 - 粟巣野駅間の運輸営業開始に伴い、当駅が開業し旅客及び貨物の取扱を開始する[1][2]。開業当初の区分は停留場であった[2]。
- 1939年（昭和14年）
  - 3月 - 鉄道省へ停車場変更を申請し認可される[2]。
  - 4月17日 - 立山鉱業が芦峅寺地内の立山鉱山における採掘権を登録する[2]。
  - 7月 - 立山鉱山と芦峅寺駅を結ぶ索道の試運転を行う[2]。
  - 8月25日 - 停車場設備が完成する[2]。同月より立山鉱業が採掘を開始する[2]。
- 1942年（昭和17年）5月28日 - 富山県営鉄道線千垣駅 - 粟巣野駅間が日本発送電に移管され、同社線所属の駅となる[5]。
- 1943年（昭和18年）1月1日 - 日本発送電千垣駅 - 粟巣野駅間が富山地方鉄道に移管され、同社線所属の駅となる[5]。
- 1949年（昭和24年）5月 - 立山鉱山が休山する[2]。
- 1950年（昭和25年）1月 - この頃までに立山鉱山が閉鎖される[2]。
- 1954年（昭和29年）4月1日 - 富山地方鉄道小見駅 - 粟巣野駅間が立山開発鉄道に移管され、同社線所属の駅となる[5]。
- 1953年（昭和28年）-1957年（昭和32年） - この頃までに当駅が廃止される[5]。

## 脚註
註釈
1. ↑  地方鉄道建設規程（大正8年閣令第11号）第3条において定める地方鉄道における停車場区分であり、転轍機のあるものを停車場、転轍機なきものを停留場と称する[3]。

出典
1. 1 2  『官報』（372頁）、1937年（昭和12年）10月13日、内閣印刷局
2. 1 2 3 4 5 6 7 8 9 10 11 12 13 14 15 16 17 18  吉野俊哉、「旧立山炭鉱坑道入口銘板と、かつて芦峅寺に存在した炭鉱をめぐる覚書」、『研究紀要』第25号（3より20頁）、2019年（平成31年）3月、富山県立山博物館
3. ↑  『官報』（265頁）、1919年（大正8年）8月13日、内閣印刷局
4. 1 2  川島令三編、『中部ライン 全線・全駅・全配線第7巻 富山・糸魚川・黒部エリア』（74頁）、2010年（平成22年）10月、講談社（ISBN:978-4-06-270067-2）
5. 1 2 3 4 5  今尾恵介監修、『日本鉄道旅行地図帳 全線・全駅・全廃線 6号』（38頁）、2008年（平成20年）10月、新潮社（ISBN:978-4-10-790024-1）
6. ↑  富山地方鉄道株式会社編、『富山地方鉄道五十年史』、1983年（昭和58年）3月、富山地方鉄道